# Budeng
Budeng is een bestuurslaag in het regentschap Jembrana van de provincie Bali, Indonesië. Budeng telt 1417 inwoners (volkstelling 2010).